# Caleb Eberhardt
Caleb Eberhardt (* 5. Juni 1990 in San Francisco, Kalifornien) ist ein US-amerikanischer Schauspieler und Musiker.

## Leben und Karriere
Caleb Eberhardt wurde in San Francisco geboren. Er ist Absolvent der State University of New York at Purchase, die er mit dem Bachelor of Fine Arts im Fach Schauspiel abschloss. Eines seiner ersten Schauspielengagements seit dem Abschluss stellt eine Inszenierung des Stücks Choir Boy am Alliance Theatre in Atlanta dar. Darin verkörperte er die Figur des David Heard. Später wirkte er unter anderem auch bei Aufführungen dieses Stücks in Los Angeles und in New York City mit. Zusammen mit Le'Asha Julius, einem weiteren Absolventen der SUNY at Purchase bildet er das Hip-Hop-Duo Quincy Vidal.
Eberhardt war 2014 bei einem Gastauftritt in der Serie Unforgettable erstmals vor der Kamera zu sehen. Darauf folgten Auftritte in Law & Order: Special Victims Unit, Marvel’s The Defenders, The Deuce oder Mozart in the Jungle. 2017 wurde er in der Filmbiografie Roxanne Roxanne in einer kleinen Rolle besetzt. Eine kleine Rolle im Historiendrama Die Verlegerin folgte. 2019 war er als Landon in einer Nebenrolle im Horrorfilm Black Christmas zu sehen. Für die 2021 veröffentlichte Filmbiografie Judas and the Black Messiah wurde Eberhardt in der Rolle des Bob Lee besetzt.

## Filmografie (Auswahl)
- 2014: Unforgettable (Fernsehserie, Episode 3x11)
- 2016: Law & Order: Special Victims Unit (Fernsehserie, Episode 18x04)
- 2017: Roxanne Roxanne
- 2017: The Breaks (Fernsehserie, Episode 1x01)
- 2017: Marvel’s The Defenders (Miniserie, Episode 1x01)
- 2017: The Deuce (Fernsehserie, 2 Episoden)
- 2017: Love Beats Rhymes
- 2017: Happy! (Fernsehserie, Episode 1x02)
- 2017: Die Verlegerin (The Post)
- 2018: Mozart in the Jungle (Fernsehserie, Episode 4x01)
- 2019: Black Christmas
- 2020: Betty (Fernsehserie, 4 Episoden)
- 2020: The Subject
- 2020: What We Found
- 2021: Judas and the Black Messiah